# Wehnerstraße 19 (München)

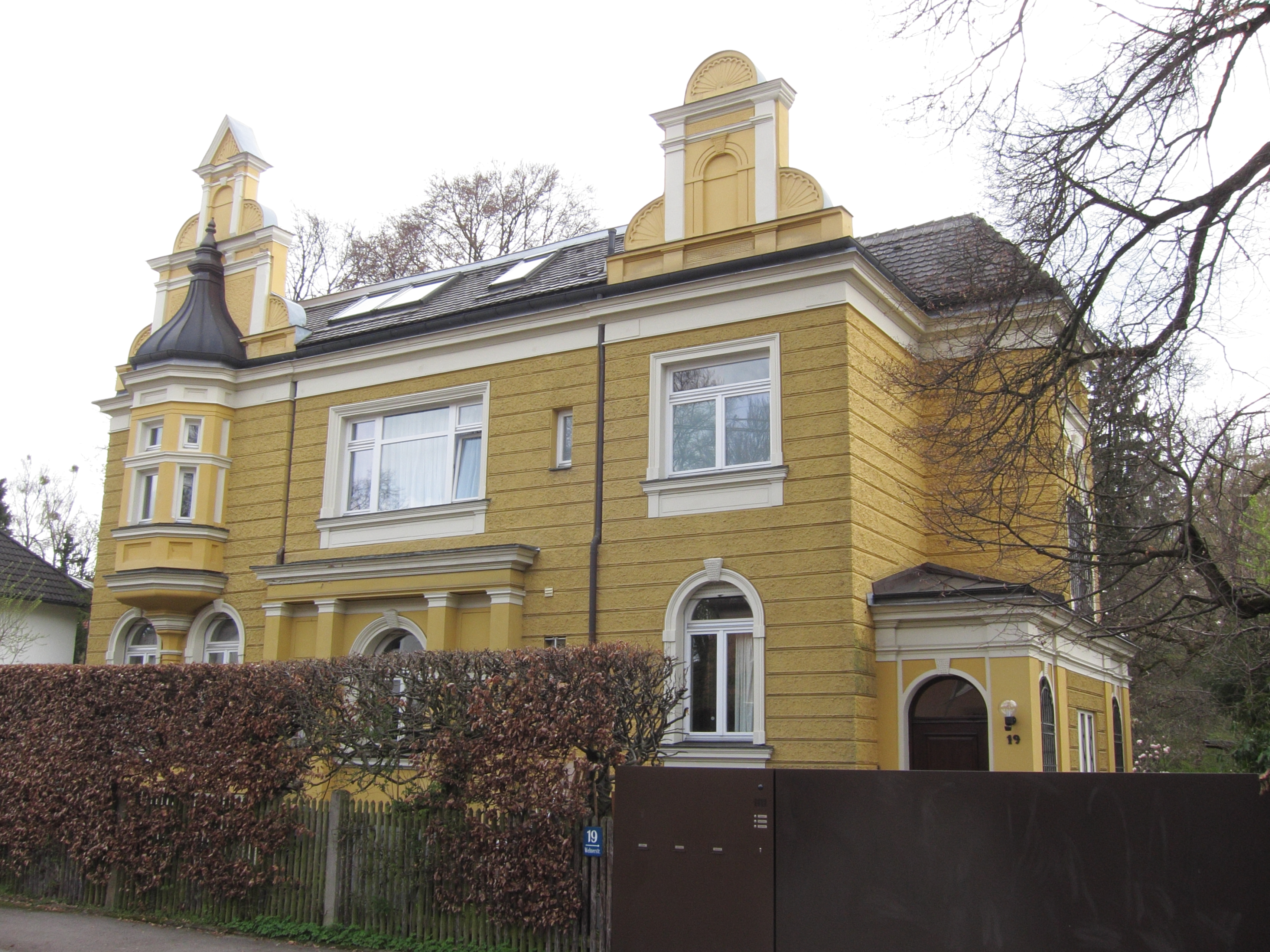
Haus Wehnerstraße 19 im Stadtteil Pasing von München

Das Gebäude Wehnerstraße 19 im Stadtteil Pasing der bayerischen Landeshauptstadt München wurde 1898 errichtet. Die Villa, die nach Plänen des Architekten Louis Ende erbaut wurde, ist ein geschütztes Baudenkmal. Von Louis Ende wurden auch die Villen Wehnerstraße 7, Wehnerstraße 11 und Wehnerstraße 20 errichtet. 
Der Bau in der Wehnerstraße mit Erker und barockisierender Putzgliederung gehört zur Erstbebauung der Waldkolonie Pasing. Die Dekorationsmotive der Neurenaissance erscheinen an der langgezogenen Straßenseite in gehäufter Form: Polygonerker mit Zwiebelhaube, Pfeilerkolonnade und Ziergiebel. Das seitlich vorspringende Treppenhaus weist den Bau als Mehrfamilienhaus aus, das auf jedem Stockwerk eine Wohnung enthält.